# Маргарита (остров, Колумбия)
Маргарита (исп. Isla Margarita), также называемый Момпос (исп. Isla Mompox) — речной остров в Колумбии на реке Магдалена. Расположен в департаменте Боливар, на границе с департаментом Магдалена в северной Колумбии. Имеет площадь от 2100 до 2200 км², это самый большой остров в Колумбии и четвертый по величине речной остров в мире после островов Маражо, Бананал и Тупинамбараны (все в Бразилии). В 2008 году на нем проживало 117 210 человек.

## География
Остров Маргарита находится в бассейне отложений Depresión Momposina. Имеет 40 км в ширину и 90 км в длину и имеет почти прямоугольную форму, площадь острова изменяется с приливами. Остров находится в устье рек Каука и Магдалена. Самая высокая точка острова имеет высоту 20 м.
На острове есть небольшие болота: Ciénaga Bochica, Ciénaga Pajaral, Ciénaga De Lona, Ciénaga El Medio, Ciénaga Ancon, Ciénaga Florida, Ciénaga Grande, Ciénaga Robles, Ciénaga El Uvero, Ciénaga El Cacao, Ciénaga El Cucharal, Ciénaga El Palmar или Ciénaga Gualamito . Рядом есть другие речные острова.

## Административное деление
Остров Маргарита разделен на шесть муниципалитетов: Санта-Крус-де-Момпос, в нем располагается более трети территории острова и три седьмых его населения, является экономическим центром острова, другие пять: Талайгуа-Нуэво, Сан-Фернандо, Маргарита, Атильо-де-Лоба и Сикуко, которые вместе образуют субрегион департамента Depresión Momposina Bolivarense,
В 2008 году на острове проживало около 117 000 жителей. Другие населенные пункты острова Патико, Гуасималь, Санта-Роза, Пинильос или Ла-Виктория. На материке на северном берегу от острова находится город Магангу, важный финансовый центр Боливара. Город Эль Банко находится на востоке, от острова. Департамент Магдалена расположен непосредственно к северо-востоку от острова, департамент Сукре на западе (5 км) и департамент Сесар на востоке в 10 км.

## Флора и фауна
В водах омывающих остров водятся следующие рыбы: семейство Gerreidae, род Polymixia,  и вид Prochilodus magdalenae.
Животный мир представлен: крокодиловым кайманом, черепахами и нутриями.
В растительности преобладают мангровые.